# Hella Keem
Hella Keem (Keema, 1915. április 6. – Tartu, 1997, december 27.) észt nyelvész, néprajzkutató.

## Életútja
1936 és 1943 között a Tartui Egyetemen tanult észt nyelvet, néprajzot és finnugor nyelveket. Észtország német megszállását követően a második világháború alatt 1943-ban letartóztatták, és egy évet börtönben töltött. Ezt követően Észtország szovjet megszállása után 1945-ben újra letartóztatták, öt évet töltött fogságban, majd 1950-ben szabadult. 1957 és 1993 között az Észt SZSZK Tudományos Akadémia Nyelvi és Irodalmi Intézetében dolgozott asszisztensként.
Fő kutatási területe a tartui és võro nyelvjárás volt. Észtország legtermékenyebb nyelvjárásgyűjtője volt: összesen 223 000 szócímkét, több mint 4000 oldalnyi szöveget készített, és 690 órányi hangfelvételt rögzített.

## Díjai, elismerései
- Wiedemann nyelvi díj (1990)[2]
- Bernard Kangro irodalmi díj (1997, a Võru keel című művéért)

## Művei
- Tartu murde tekstid. Eesti murded III (1970)
- Tartumaa saja-aastaste jutud (1995)
- Võru keel (1997)
- Johannes Gutslaffi grammatika eesti keel ja Urvaste murrak (1998, könyvben: J. Gutslaff. Grammatilisi vaatlusi eesti keelest)
- Võru murde tekstid. Eesti murded VI (2002, I. Käsivel közösen)

## Fordítás
- Ez a szócikk részben vagy egészben  a   Hella Keem című észt Wikipédia-szócikk ezen változatának fordításán alapul.  Az eredeti cikk szerkesztőit annak laptörténete sorolja fel. Ez a jelzés csupán a megfogalmazás eredetét és a szerzői jogokat jelzi, nem szolgál a cikkben szereplő információk forrásmegjelöléseként.